# وزارة التعليم (الولايات المتحدة)

شعار وزارة التربية والتعليم الأمريكية.

وزارة التربية والتعليم الأمريكية (بالإنجليزية:United States Department of Education) هي وزارة على مستوى مجلس الوزراء في حكومة الولايات المتحدة. بدأت العمل في 4 مايو 1980، وقد أُسست بعد تقسيم وزارة الصحة والتعليم والرفاهية إلى وزارة التعليم ووزارة الصحة والخدمات الإنسانية بموجب قانون تنظيم وزارة التعليم، الذي وقعه الرئيس جيمي كارتر ليصبح قانونًا في 17 أكتوبر 1979.
يدير وزارة التعليم وزير التعليم في الولايات المتحدة. يعمل بها 4400 موظف وهو أصغر عدد من الموظفين بين وكالات مجلس الوزراء، وميزانية سنوية تبلغ 68 مليار دولار. طلب الرئيس ميزانية للوزارة لعام 2023 بقيمة 88.3 مليار دولار، والذي يشمل التمويل للأطفال ذوي الإعاقة (IDEA)، والتعافي من الجائحة، والتعليم في مرحلة الطفولة المبكرة، ومنح بيل، وقانون التعليم الابتدائي والثانوي، والمساعدة على العمل، بين برامج أخرى. اختصارها الرسمي هو ED (أما DOE فتشير إلى وزارة الطاقة في الولايات المتحدة) ولكنها تُختصر أيضًا بشكل غير رسمي باسم «DoEd».

## الغرض والمهام
على عكس الأنظمة في العديد من البلدان الأخرى، يُنظم التعليم في الولايات المتحدة على مستوى دون الوطني من قبل كل من الولايات الخمسين. بموجب التعديل العاشر، لا تشارك الحكومة الفيدرالية ووزارة التعليم في تحديد المناهج الدراسية أو المعايير التعليمية أو إنشاء المدارس أو الكليات. تشرف إدارة التعليم التابعة لوزارة الدفاع (DoDEA) على المدارس الواقعة في القواعد العسكرية الأمريكية ويدعم مكتب التعليم الهندي التابع لوزارة الداخلية المدارس التي تسيطر عليها القبائل. تُراقَب جودة مؤسسات التعليم العالي ودرجاتها من خلال عملية خاصة غير رسمية تعرف بالاعتماد، والتي ليس لوزارة التعليم سيطرة قضائية عامة مباشرة عليها.
تحدد الوزارة أربع وظائف رئيسية:
- وضع سياسات المساعدات المالية الفيدرالية للتعليم وتوزيع تلك الأموال وكذلك مراقبتها.
- جمع البيانات عن المدارس الأمريكية ونشر الأبحاث.
- تركيز الاهتمام الوطني على القضايا التعليمية الرئيسية.
- حظر التمييز وضمان الوصول المتساوي للتعليم.

وزارة التعليم عضو في مجلس الوكالات الفيدرالية المعني بالمشردين في الولايات المتحدة وتعمل مع الشركاء الفيدراليين لضمان التعليم المناسب للشباب المشردين والفارين في الولايات المتحدة.

## الميزانية
بالنسبة لعام 2006، كانت الميزانية التقديرية لوزارة التعليم 56 مليار دولار وتضمنت الميزانية الإلزامية على 23 مليار دولار. في عام 2009، تلقت تمويلًا إضافيًا من ARRA (قانون الانتعاش وإعادة الاستثمار الأمريكي لعام 2009) قدره 102 مليار دولار. اعتبارًا من عام 2011، تبلغ الميزانية التقديرية 70 مليار دولار.

## تاريخيًا

### التأسيس
ترجع أصول الوزارة إلى عام 1867، عندما وقع الرئيس أندرو جونسون تشريعًا لإنشاء وزارة التعليم. كان يُنظر إليها كوسيلة لجمع المعلومات والإحصاءات عن مدارس الأمة وتقديم النصائح للمدارس بنفس طريقة تقديم وزارة الزراعة المساعدة للمزارعين. اقترحت الوزارة في الأصل من قبل هنري برنارد وقادة الجمعية الوطنية للمعلمين (التي أُعيدت تسميتها إلى الجمعية الوطنية للتعليم). خدم برنارد كأول مفوض للتعليم ولكنه استقال عندما أُعيد تكوين المكتب كدائرة في وزارة الداخلية تعرف باسم مكتب التعليم في الولايات المتحدة بسبب مخاوف من سيطرة المكتب الكبيرة على المدارس المحلية.
على مر السنين، ظل المكتب صغيرًا نسبيًا، ويعمل تحت عناوين مختلفة وكان موجودًا في وكالات مختلفة، بما في ذلك وزارة الداخلية الأمريكية ووزارة الصحة والتعليم والرفاهية الأمريكية السابقة (DHEW) (الآن وزارة الصحة والخدمات الإنسانية الأمريكية (DHHS)). حدثت محاولة غير ناجحة لإنشاء وزارة للتعليم، يرأسها وزير للتعليم مع صدور مشروع قانون سميث-تاونر في عام 1920.
في عام 1939، نُقلت المنظمة (التي كانت آنذاك مكتبًا) إلى وكالة الأمن الفيدرالية، وأُعيد تسميتها باسم مكتب التعليم. بعد الحرب العالمية الثانية، نشر الرئيس دوايت أيزنهاور «خطة إعادة التنظيم رقم 1 لعام 1953». أُلغيت وكالة الأمن الفيدرالية ونقلت معظم وظائفها إلى وزارة الصحة والتعليم والرفاهية الجديدة.
في عام 1979، دعم الرئيس كارتر إنشاء وزارة التعليم على مستوى مجلس الوزراء. كانت خطة كارتر هي نقل معظم وظائف وزارة الصحة والتعليم والرفاهية المتعلقة بالتعليم إلى وزارة التعليم. وخطط أيضًا لنقل الوظائف المتعلقة بالتعليم من وزارات الدفاع والعدل والإسكان والتنمية الحضرية والزراعة، بالإضافة إلى بعض الكيانات الفيدرالية الأخرى. من بين البرامج الفيدرالية المتعلقة بالتعليم التي لم تُقترح للنقل كانت برامج هيدستارت، وبرامج الغذاء والتغذية المدرسية التابعة لوزارة الزراعة، وبرامج التعليم للسكان الأصليين التابعة لوزارة الداخلية، وبرامج التعليم والتدريب التابعة لوزارة العمل.
عارض الكثيرون من الحزب الجمهوري ترقية التعليم إلى مستوى مجلس الوزراء في عام 1979، فقد كانوا يعتبرونها وزارة غير دستورية، بحجة أن الدستور لا يذكر التعليم، واعتبروها تدخلًا بيروقراطيًا فيدراليًا غير ضروري وغير قانوني في الشؤون المحلية. ومع ذلك، يرى الكثيرون أن الوزارة دستورية بموجب بند التجارة، وأن دور تمويل الوزارة دستوري بموجب بند الضرائب والإنفاق. دعمت الجمعية الوطنية للتعليم مشروع القانون، بينما عارضته رابطة المعلمين الأمريكية.
في 11 مارس 2025، و بعد تقريبا سبعة أسابيع من بدء ولاية دونالد ترامب الثانية وتأسيسه وزارة كفاءة الحكومة، أعلنت الوزارة أنها ستطرد ما يقرب من نصف قوتها العاملة. وقعت إدارة ترامب أمر تنفيذي في 20 مارس 2025 بإغلاق الوزارة بأكملها؛ ، ويتطلب إغلاق الوزارة موافقة الكونغرس الأمريكي .

## روابط خارجية
- الموقع الرسمي وزارة التربية والتعليم الأمريكية